# Schizoculina
Schizoculina  is een geslacht van koralen uit de klasse van de Anthozoa (bloemdieren).

## Soorten
- Schizoculina africana (Thiel, 1928)
- Schizoculina fissipara (Milne Edwards & Haime, 1850)